# Orgyia antiqua

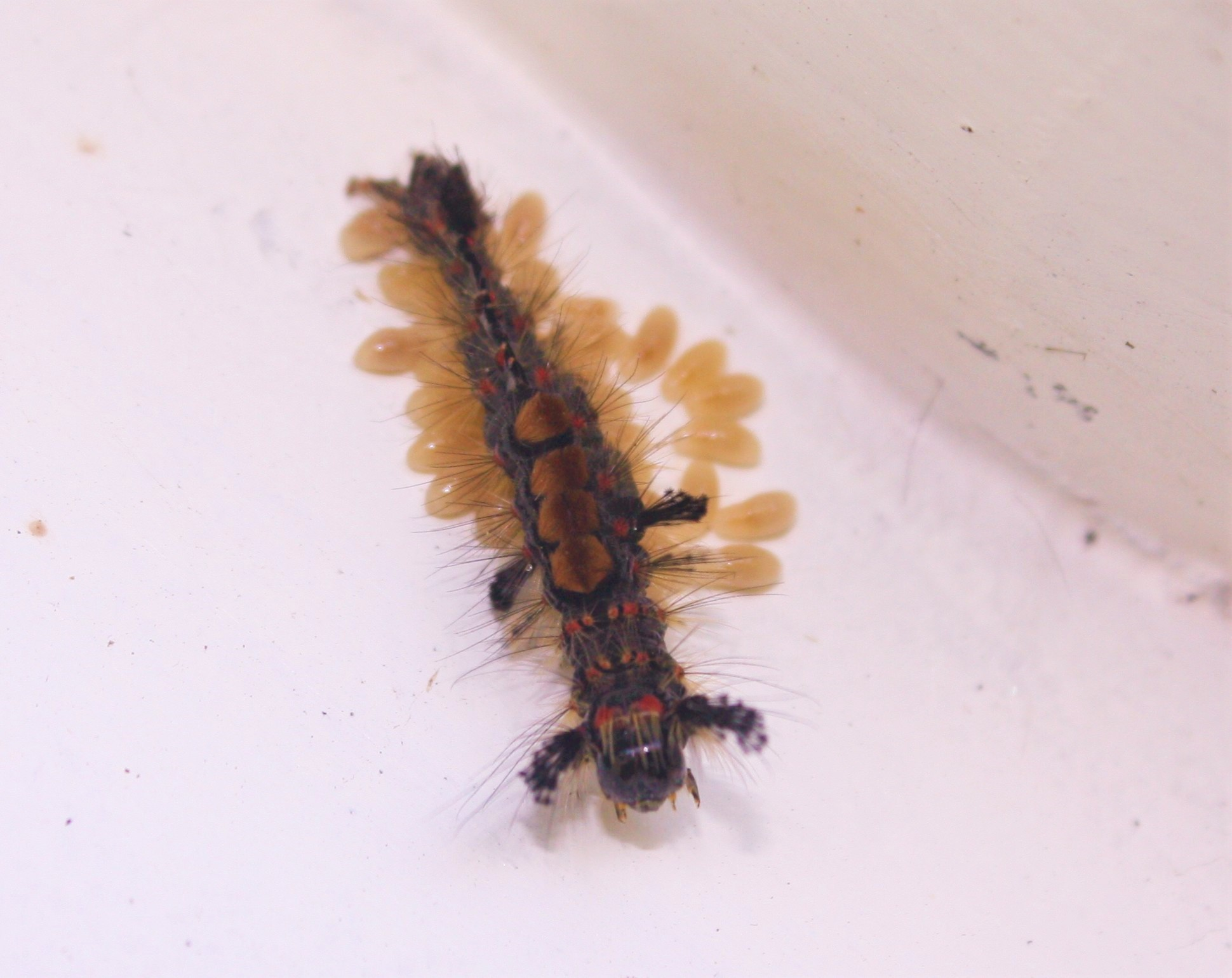

Orgyia antiqua là một loài côn trùng trong họ Erebidae. Loài này được Linneaus miêu tả khoa học đầu tiên năm 1758.
Đây là loài gây hại của cây Larix sibirica, phát triển phổ biến ở Mông Cổ.